# Aurelia (Iowa)
Aurelia is een plaats (city) in de Amerikaanse staat Iowa, en valt bestuurlijk gezien onder Cherokee County.

## Demografie
Bij de volkstelling in 2000 werd het aantal inwoners vastgesteld op 1062. In 2006 is het aantal inwoners door het United States Census Bureau geschat op 968, een daling van 94 (-8,9%).

## Geografie
Volgens het United States Census Bureau beslaat de plaats een oppervlakte van 2,7 km², geheel bestaande uit land. Aurelia ligt op ongeveer 420 m boven zeeniveau.

## Plaatsen in de nabije omgeving
De onderstaande figuur toont nabijgelegen plaatsen in een straal van 20 km rond Aurelia.